# Múscul de l'úvula
El múscul de l'úvula (musculus uvulae), múscul palatostafilí o múscul àzig de l'úvula (musculus azygos uvulae), és un múscul del paladar tou. Sorgeix de l'espina nasal posterior dels ossos palatins i de l'aponeurosi palatina. Descendeix per inserir-se en l'úvula i quan s'activa, la mou i li dona forma. Està innervat per la branca faríngia del nervi vague a través del plexe faringi.

## Imatges

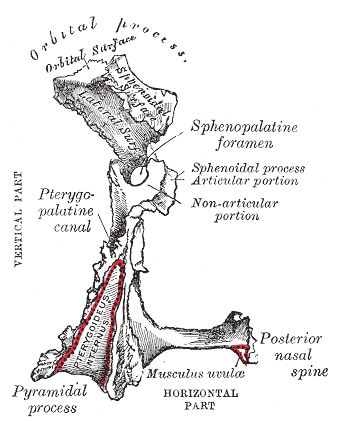
Os palatí esquerre. Cara posterior, ampliada.
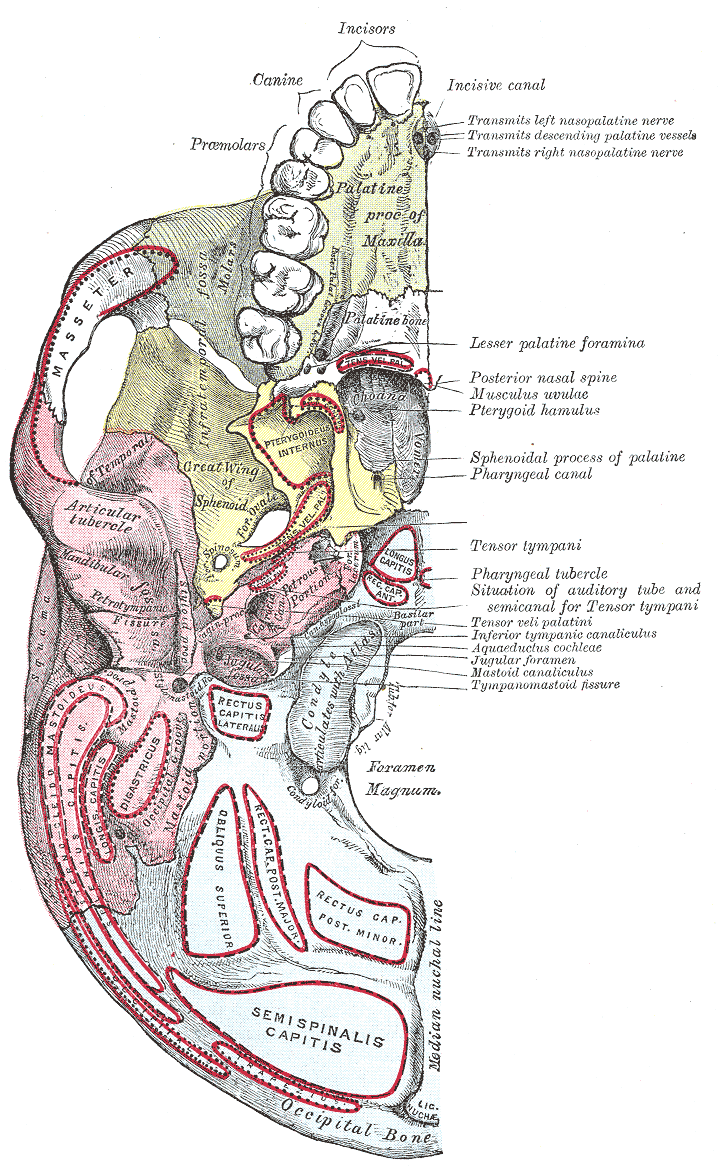
Base del crani. Superfície inferior.